# Беккер, Альберт (шахматист)
Альберт Беккер (нем. Albert Becker; 5 сентября 1896, Вена, Австрия — 7 мая 1984, Висенте-Лопес, Аргентина) — австро-аргентинский шахматист, международный мастер (1953), шахматный теоретик и литератор.

## Биография
Постоянный участник различных европейских шахматных турниров 20-30-х годов XX века. Победитель турниров в Вене в 1924, 1925, 1927 (вместе с Хансом Мюллером), 1931, 1932, 1934 годах, в 1927 в Митвайде (вместе с Фридрихом Земишем), в 1934 в Линце (вместе с Эрихом Элискасесом), в 1938 году в Берлине (вместе с Людвигом Рельштабом). Чемпион Австрии (1937). В 1931 году в составе сборной Австрии участвовал в IV Шахматной олимпиаде в Праге, показал лучший результат на четвёртой доске (+10 −3 =1).
После аншлюса на VIII Шахматной олимпиаде в Буэнос-Айресе (1939) Беккер выступал на четвёртой доске за сборную Германии (+6 −3 =3) и был её капитаном; немцы завоевали золотые медали. В это время в Европе началась Вторая мировая война, и вся сборная Германии, а также целый ряд других европейских шахматистов остались в Аргентине навсегда.